# Моли-малютки

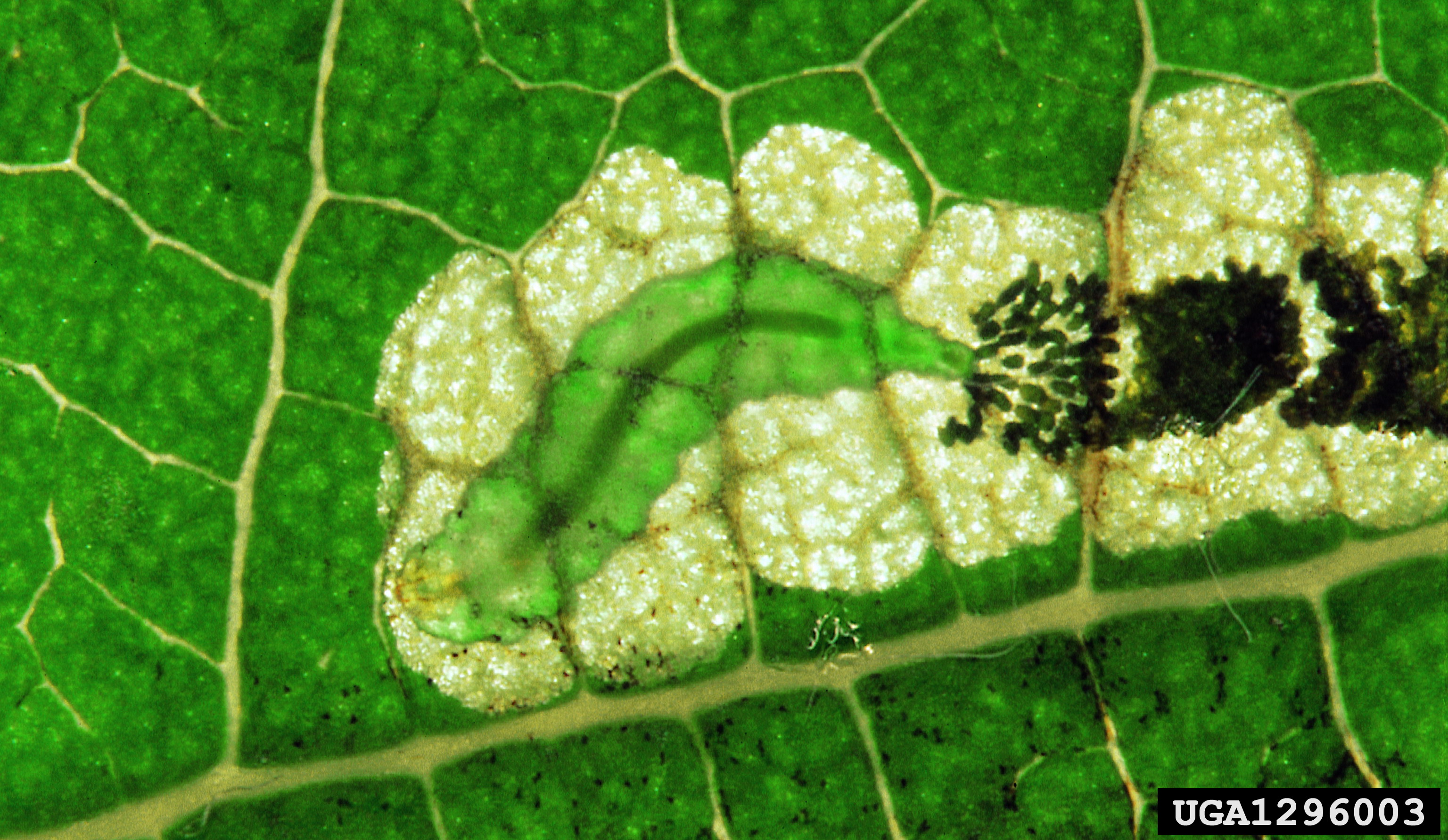
Гусеница Stigmella aceris в мине

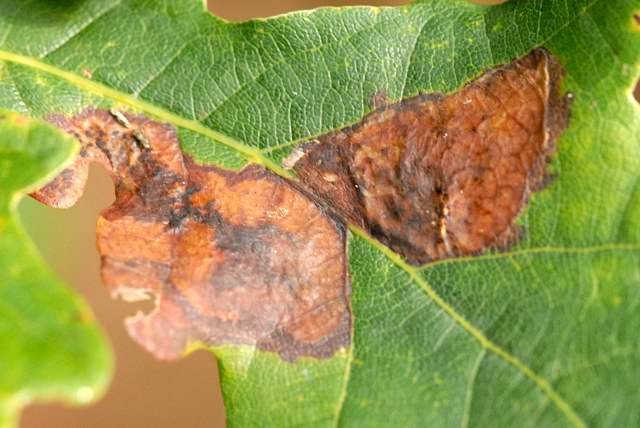
Пятновидная мина Ectoedemia albifasciella

Моли-малютки (лат. Nepticulidae) (иногда также Stigmellidae) — семейство бабочек. Ископаемые остатки (характерные мины на листьях) известны, начиная с позднего мелового периода.

## Описание
Очень мелкие бабочки. К этому семейству относятся самые мелкие из чешуекрылых с размахом крыльев около 3 мм. Размах крыльев 2,8—7 мм, редко до 12,5 мм. Ротовой аппарат развит слабо. Челюстные щупики всегда 5-членниковые, в естественном положении изогнуты, сближены. Голова покрыта взъерошенными чешуйками, первый членик усиков уплощен и расширен, в покое прикрывает глаза. Губные (лабиальные) щупики короче челюстных, почти всегда 3-чдениковые. Глаза округлые, очень большие. Глазки отсутствуют. Позади усиков возле глаз, имеется пара сильно склеротизованных бугорков. Усики нитевидные.
Передние крылья однотонные, пятнистые, с перевязями. Часто пятна, полосы или все крыло блестящие, с разными оттенками металлического отлива. Задние крылья у разных видов отличаются интенсивностью и оттенком окраски. Бахрома длинная, блестящая. Иногда имеются андрокониальиные чешуйки разной формы. Жилкование сильно редуцировано. В половой системе самок, как и у прочих не-дитризных чешуекрылых, копулятивное отверстие соединено с яйцевыводным.
Гусеницы ведут минирующий образ жизни, делают змеевидные, змее-пятновидные и пятновидные мины на листьях деревьев, некоторые виды — в стеблях и плодах. Встречаются на растениях более 30 ботанических семейств 20 надпорядков. На видовом уровне очень сильно выражена стенофагия. Монофаги составляют около 70-80 % от всех исследованных видов мировой фауны. Многие виды трофически связаны с культурными плодовыми и являются серьёзными вредителями, остальные могут быть отнесены к числу потенциальных вредителей.

## Ареал
Распространение всесветное (в Палеарктике 11 родов и около 350 видов).

## Подсемейства и роды
884 видов (862+22 вида), включая крупнейший род Stigmella (428+22 = 450 видов).
Pectinivalvinae
- Pectinivalva
- Roscidotoga

Nepticulinae
- Acalyptris (Acalyptris janzeni van Nieukerken & Nishida, 2016)[2]
- Areticulata
- Astigmella
- Bohemannia
- Dechtiria
- Ectoedemia
- Enteucha
- Etainia
- Fedalmia
- Fomoria
- Glaucolepis
- Johanssoniella
- Laqueus
- Levarchama
- Manoneura
- Microcalyptris
- Nepticula
- Niepeltia
- Parafomoria
- Simplimorpha
- Stigmella
- Stigmellites
- Trifurcula (Trifurcula ridiculosa)
- Varius
- Varus
- Zimmermannia

Incertae sedis (подсемейство неизвестно)
- Artaversala
- Brachinepticula Remeikis & Stonis, 2018 (B. plurilobata, B. elongata)[6]
- Hesperolyra van Nieukerken, 2016 (тип Fomoria diskusi Puplesis & Robinson, 2000; Hesperolyra saopaulensis van Nieukerken, 2016)[2]
- Neotrifurcula van Nieukerken, 2016 (тип Neotrifurcula gielisorum van Nieukerken, 2016 (Чили)[2]
- Ozadelpha van Nieukerken, 2016 (тип Ozadelpha conostegiae van Nieukerken & Nishida, 2016)[2]
- Sinopticula